# Max Rubner
Max Rubner (Monaco di Baviera, 2 giugno 1854 – Berlino, 27 aprile 1932) è stato un fisiologo e igienista tedesco.

## Biografia
Ha studiato presso l'Università di Monaco di Baviera sotto Adolf von Baeyer (1835-1917) e Carl von Voit (1831-1908). In seguito ha insegnato come professore presso l'Università di Marburgo e l'Istituto di Igiene Robert Koch presso l'Università di Berlino. Rubner è stato cofondatore dell'Institut für Arbeitsphysiologie Wilhelm Kaiser (Fisiologia del lavoro), di cui divenne direttore nel 1913.

## Attività scientifica
Rubner è ricordato per la sua ricerca sul metabolismo, la fisiologia energetica, l'igiene e la termogenesi alimentare. Con Otto Heubner (1843-1926), effettuò importanti studi che coinvolgevano il metabolismo energetico durante l'infanzia. Nel 1883 introdusse l'"ipotesi di superficie", nella quale enunciava che il tasso metabolico degli uccelli e mammiferi per mantenere una temperatura corporea costante è grosso modo proporzionale alla loro superficie corporea.
Max Rubner è anche noto per la sua "teoria della velocità di vivere", dove propose che un metabolismo lento aumenta la longevità di un animale. L'osservazione di Rubner era basata sul fatto che gli animali più grandi sopravvivevano a quelli e che il tasso metabolico dei primi era più lento di quello dei secondi. La teoria potrebbe essere stata ispirata dalla rivoluzione industriale, la cui logica si basa sul fatto che quanto più una macchina lavora, tanto prima si usura.